# Robert J. Gordon
Pour les articles homonymes, voir Robert Gordon et Gordon.
Robert J. Gordon est un économiste américain. Il est connu pour son ouvrage sur le ralentissement de la croissance économique aux États-Unis The Rise and Fall of American Growth (2016).
Dans The Rise and Fall of American Growth, Robert Gordon défend la thèse que la forte croissance américaine entre 1870 et 1970 a été une exception et que les innovations qui ont eu lieu depuis 1970 génèrent moins de croissance que par le passé.

## Publications

### Articles
- Robert J. Gordon, « Deux siècles de croissance économique : L'Europe à la poursuite des États-Unis », revue de l'OFCE, no 84,‎ janvier 2003, p. 16

### Ouvrages
- 2016 : The Rise and Fall of American Growth:The U.S. Standard of Living since the Civil War, Princeton University Press,  (ISBN 9780691175805)